# Tomcsányi Tibor
Tomcsányi Tibor (Brassó, 1934. március 3. – Bukarest, 2002. június 17.) erdélyi magyar rádió- és tévészerkesztő. Felesége Tomcsányi Mária.

## Életútja, munkássága
Szülővárosában tanult, a Magyar Vegyes Líceumban érettségizett 1952-ben. A bukaresti egyetem Nyelvtudományi Karán szerzett diplomát angol nyelv és irodalomból (1956). A Román rádió angol nyelvű szerkesztőségében dolgozott szerkesztő-bemondóként 1956-tól betegnyugdíjazásáig (1994). A Román Televízió 1969-ben indult magyar nyelvű műsorának alapító-szerkesztői közé tartozott, műsoraiban 1971 után külső munkatársként is rendszeresen szerepelt: tévészerkesztőként tudósításokkal, interjúkkal, tudományos ismeretterjesztéssel, útleíró dokumentumfilmekkel volt jelen. Utóbbiakból emlékezetes afrikai útjáról készített dokumentumfilm-sorozata. Cikkei, úti jegyzetei, fordításai az Előre, A Hét, Ifjúmunkás oldalain jelentek meg.

## Díjak, elismerések
- 2001-ben MÚRE-díjban részesült.